# 大蔵次官
大蔵次官（おおくらじかん）は、日本の大蔵省：明治維新 - 2000年（平成12年）の次官。職業公務員（官僚）が昇進して到達する最高位の役職（資格任用制）である。

## 概要
1886年（明治19年）に各省官制が制定され、大蔵省にも次官職が設置された。1900年（明治33年）5月に各省次官は総務長官と改称されたが、3年後の1903年（明治36年）12月に元の次官に戻された。
戦後の1949年（昭和24年）、国家行政組織法の施行とともに資格任用の次官は事務次官と改称され、国会議員から任用される政務次官と、官僚から任用される事務次官の、政務・事務複数次官制となった。

## 歴代大蔵次官

### 大蔵次官（第1次）
| 氏名       | 前職                     | 在任期間                                              | 免官後の主な役職                                                           | 備考（学歴についての記載がない場合は東京帝国大学法科大学、同大学法学部または東京大学法学部卒業）                                           |
| ---------- | ------------------------ | ----------------------------------------------------- | -------------------------------------------------------------------------- | --- |
| 郷純造     | 大蔵少輔兼主税局長       | 1886年（明治19年）3月9日 - 1888年（明治21年）11月28日 | 貴族院勅選議員 貴族院男爵議員 錦鶏間祗候\|\|幕臣・旗本出身。大卒ではない。 | |
| 渡辺国武   | 大蔵省大書記官兼主計局長 | 1888年（明治21年）11月28日 - 1892年（明治25年）8月8日 | 大蔵大臣（第2次伊藤内閣、第4次伊藤内閣） 逓信大臣（第2次伊藤内閣）         | 諏訪藩校長善館卒業。大卒ではない。江戸でフランス語を専攻。                                                                                 |
| 田尻稲次郎 | 主税局長                 | 1892年（明治25年）8月10日 - 1898年（明治31年）7月5日  | 貴族院勅選議員 会計検査院院長                                              | 薩摩藩開成所、慶應義塾、開成学校（大学南校、南校）、海軍兵学寮卒業。イェール大学文科（Bachelor of Arts）・同大学院で経済学を専攻し、卒業。 |
| 添田壽一   | 監督局長                 | 1898年（明治31年）7月5日 - 1898年（明治31年）11月8日  | 貴族院勅選議員 台湾銀行初代頭取 日本興業銀行初代総裁 友愛会顧問            | 東京大学文学部政治学理財学科卒業。上記の田尻稲次郎門下で専攻は経済学。初の大学卒業者だが、法科出身ではない（経済学部経済学科卒業相当）。   |
| 田尻稲次郎 | 貴族院勅選議員           | 1898年（明治31年）11月8日 - 1900年（明治33年）5月20日 | 上述                                                                       | 一旦退官していたが、教え子で後任の添田が隈坂内閣倒閣により退官したため、再び就任。                                                         |

### 大蔵総務長官
| 氏名       | 前職     | 在任期間                                             | 免官後の主な役職                 | 備考（学歴についての記載がない場合は東京帝国大学法科大学、同大学法学部または東京大学法学部卒業） |
| ---------- | -------- | ---------------------------------------------------- | -------------------------------- | ------------------------------------------------------------------------------------------------ |
| 田尻稲次郎 | 大蔵次官 | 1900年（明治33年）5月20日 - 1901年（明治34年）6月5日 | 上述                             |                                                                                                  |
| 阪谷芳郎   | 主計局長 | 1901年（明治34年）6月5日 - 1903年（明治36年）12月5日 | 大蔵大臣 東京市長 貴族院男爵議員 |                                                                                                  |

### 大蔵次官（第2次）
| 氏名       | 前職             | 在任期間                                                 | 免官後の主な役職                                                                                  | 備考（学歴についての記載がない場合は東京帝国大学法科大学、同大学法学部または東京大学法学部卒業） |
| ---------- | ---------------- | -------------------------------------------------------- | ------------------------------------------------------------------------------------------------- | ------------------------------------------------------------------------------------------------ |
| 阪谷芳郎   | 大蔵省総務長官   | 1903年（明治36年）12月05日 －1906年（昭和39年）01月08日  | 貴族院議員 大蔵大臣                                                                               |                                                                                                  |
| 若槻禮次郎 | 主税局長         | 1906年（明治39年）01月08日 －1907年（昭和40年）04月13日  | 欧州駐在財政委員                                                                                  |                                                                                                  |
| 水町袈裟六 | 理財局長         | －1908年（昭和41年）06月03日                             | 英仏駐在財務官                                                                                    |                                                                                                  |
| 桜井鉄太郎 | 専売局長         | 1908年（明治41年）06月03日 －1908年（昭和41年）07月17日  | 台湾銀行総裁                                                                                      | 心得                                                                                             |
| 若槻禮次郎 | 欧州駐在財政委員 | 1908年（明治41年）07月17日 －1911年（昭和44年）09月06日  | 貴族院勅選議員                                                                                    |                                                                                                  |
| 橋本圭三郎 | 主計局長         | 1911年（昭和44年）09月06日 －1912年（大正元年）12月21日  | 帝国石油総裁 貴族院議員                                                                           |                                                                                                  |
| 勝田主計   | 理財局長         | 1912年（大正元年）12月21日 －1914年（大正3年）04月16日   | 帝国石油総裁 貴族院勅選議員 朝鮮銀行総裁 大蔵大臣                                                 |                                                                                                  |
| 濱口雄幸   | 逓信次官         | 1914年（大正3年）04月16日 －1915年（大正4年）07月02日    | 衆議院議員 大蔵大臣 内務大臣 内閣総理大臣 立憲民政党総裁（初代）                                  |                                                                                                  |
| 菅原通敬   | 主税局長         | 1915年（大正4年）07月02日 －1916年（大正5年）10月09日    | 貴族院勅選議員 東洋拓殖総裁                                                                       |                                                                                                  |
| 勝田主計   | 朝鮮銀行総裁     | 1916年（大正5年）10月09日 －1916年（大正5年）12月16日    | 文部大臣                                                                                          | 大蔵大臣                                                                                         |
| 市来乙彦   | 主計局長         | 1916年（大正5年）12月16日 －1918年（大正7年）10月02日    | 貴族院勅選議員 大蔵大臣 日本銀行総裁 東京市長 参議院議員                                          |                                                                                                  |
| 神野勝之助 | 理財局長         | 1918年（大正7年）10月02日 －1922年（大正11年）06月14日   | 貴族院勅選議員 教育評議会委員                                                                     |                                                                                                  |
| 西野元     | 主計局長         | 1922年（大正11年）06月14日 －1924年（大正13年）06月11日  | 貴族院勅選議員 十五銀行頭取 日本勧業銀行総裁                                                      |                                                                                                  |
| 小野義一   | 理財局長         | 1924年（大正13年）06月11日 －1924年（大正13年）08月12日  | 東京市助役 拓殖大学教授                                                                           | 衆議院議員（政治任用）                                                                           |
| 田昌       | 主計局長         | 1924年（大正13年）08月12日 －1927年（昭和2年）04月22日   | 衆議院議員 大蔵政務次官 立憲民政党政務調査会長                                                    |                                                                                                  |
| 黒田英雄   | 主税局長         | 1927年（昭和2年）04月22日 －1929年（昭和4年）07月04日    | 大東京鉄道社長                                                                                    |                                                                                                  |
| 河田烈     | 主計局長         | 1929年（昭和4年）07月04日 －1931年（昭和6年）12月14日    | 拓務次官 内閣書記官長 貴族院勅選議員 東亜通運社長 台湾拓殖社長 大成火災海上社長                   |                                                                                                  |
| 黒田英雄   | 大東京鉄道社長   | 1931年（昭和6年）12月14日 －1934年（昭和9年）05月21日    | 貴族院勅選議員 鉄道会議議員 参議院議員 参議院財政及び金融委員長 参議院仮議長 東洋海上火災保険社長 |                                                                                                  |
| 藤井真信   | 主計局長         | 1934年（昭和9年）05月21日 －1934年（昭和9年）07月10日    | 大蔵次官                                                                                          |                                                                                                  |
| 津島壽一   | 理財局長         | 1934年（昭和9年）07月10日 －1936年（昭和11年）03月13日   | 日本銀行副総裁 北支那開発銀行総裁 貴族院勅選議員 大蔵大臣 参議院議員 防衛庁長官                   |                                                                                                  |
| 川越丈雄   | 対満事務局次長   | 1936年（昭和11年）03月13日 －1937年（昭和12年）02月02日  | 法制局長官 庶民金庫理事長 東北興業総裁 平和相互銀行社長 同行会長                                  |                                                                                                  |
| 賀屋興宣   | 理財局長         | 1937年（昭和12年）02月02日 －1937年（昭和12年）06月05日  | 大蔵大臣 貴族院勅選議員 産業計画会議委員 衆議院議員 自民党政務調査会長 法務大臣                   |                                                                                                  |
| 石渡荘太郎 | 主税局長         | 1937年（昭和12年）06月05日 －1939年（昭和14年）01月06日  | 大蔵大臣 貴族院勅選議員 宮内大臣 内閣書記官長                                                     |                                                                                                  |
| 大野龍太   | 理財局長         | 1939年（昭和14年）01月06日 －1940年（昭和15年）07月22日  | 戦時金融金庫副総裁 同金庫総裁                                                                     |                                                                                                  |
| 広瀬豊作   | 預金部資金局長   | 1940年（昭和15年）07月22日 －1941年（昭和16年）07月25日  | 南方軍軍政顧問 大蔵大臣 日野ヂーゼル工業会長 前田育徳会理事長                                     |                                                                                                  |
| 谷口恒二   | 預金部長官       | 1941年（昭和16年）07月25日 －1944年（昭和19年）03月24日  | 日本銀行副総裁                                                                                    | 預金部長官 1945年（昭和20年）5月25日の東京大空襲にて戦災死                                       |
| 松隈秀雄   | 主税局長         | 1944年（昭和19年）03月24日 － 1945年（昭和20年）02月23日 | 東洋拓殖副総裁 日本専売公社総裁 国民生活研究所会長                                                |                                                                                                  |
| 田中豊     | 主税局長         | 1945年（昭和20年）02月23日 － 1945年（昭和20年）04月13日 | 日本勧業銀行副総裁 宝酒造社長                                                                     |                                                                                                  |
| 山際正道   | 総務局長         | 1945年（昭和20年）04月13日 － 1946年（昭和21年）01月30日 | 日本輸出入銀行総裁 日本銀行総裁                                                                   | 東京帝大経済卒                                                                                   |

- 山田義見:1946年（昭和21年）1月30日 - 1947年（昭和22年）2月6日
- 池田勇人:1947年（昭和22年）2月6日 - 1948年（昭和23年）3月11日
- 野田卯一:1948年（昭和23年）3月11日 - 1949年（昭和24年）2月18日
- 長沼弘毅:1949年（昭和24年）2月18日 - 1949年（昭和24年）6月1日（大蔵事務次官に名称変更）